# Waldemar von Grumbkow
Waldemar Oskar Albert Viktor von Grumbkow (* 27. April 1888 in Breslau, Niederschlesien; † 2. Juli 1959 in Wuppertal-Elberfeld) war deutscher Jurist (Dr. jur.), Dozent und Schriftsteller.

## Familie
Grumbkow entstammte einem alten pommerschen Adelsgeschlecht und war der Sohn des königlich preußischen Majors Oskar von Grumbkow (1852–1894) und der Elsbeth Mantey (1855–1901).
Er heiratete am 9. September 1913 in Neubrandenburg (Mecklenburg) Charlotte Voß (* 21. August 1886 in Friedland (Mecklenburg); † 22. Mai 1947 in Düsseldorf), die Tochter des Bürgermeisters Hermann Voß und der Anna Störzel. Das Ehepaar hatte zwei Söhne (Zwillinge) und eine Tochter:
- Dietrich (* 31. Juli 1915 Breslau) ⚭ 1953 Brigitte Hagen (* 22. März 1920 Stettin)
- Klaus (* 31. Juli 1915 Breslau) ⚭ 1944 Helga Schlieper (* 16. März 1924 Wuppertal)
- Erica (* 8. Juni 1920 Breslau)

Seine Cousine war die Abenteurerin und Autorin Ina von Grumbkow (1872–1942).

## Leben
Waldemar von Grumbkow studierte Rechtswissenschaften in Genf, Bonn und schließlich Breslau, wo er 1920 mit einer Schrift über Die Geschichte der Kommunalaufsicht in Preußen promovierte. Anschließend war er als Jurist in Carolath/Beuthen und Breslau tätig. Außerdem arbeitete er ab 1926 als Lektor und Abteilungsleiter für die Breslauer Hörfunkgesellschaft Schlesische Funkstunde. Da er Mitglied der SPD gewesen war, wurde er zum 30. Juni 1933 entlassen.
Neben dem Beruf wirkte Grumbkow als Autor. Er war ein Vertreter der Romantik und veröffentlichte unter anderem Gedichte, Märchen und ein Trauerspiel. Bis 1935 leitete er die „Breslauer Dichterschule“. In der Zeit des Nationalsozialismus betätigte er sich als freier Schriftsteller. Nach dem Zweiten Weltkrieg und Flucht lehrte er als Dozent an der Verwaltungs- und Wirtschaftsakademie in Düsseldorf. Er kam 1959 bei einem Raubüberfall ums Leben.

## Schriften
- Heidelieder, Gedichte, Xenien-Verlag, Leipzig 1913.
- Der Menschengläubige, Drama, Xenien-Verlag, Leipzig 1913 (siehe Adam von Dobschütz).
- Die Geschichte der Kommunalaufsicht in Preußen, Heymann-Verlag, Berlin 1921.
- Der Duftlandfahrer, Renaissance-Verlag, Düsseldorf 1947.
- Der Regenbogenwanderer, Renaissance-Verlag, Düsseldorf 1947.
- Der Klangbergpilger, Renaissance-Verlag, Düsseldorf 1947.
- Carl Hauptmann, Co-Autoren Carl Hauptmann und Thomas Duglor, Wegweiser-Verlag, Berlin 1958.